# 熊野跡村
熊野跡村（くまのあとむら）は、かつて広島県安芸郡に属していた村である。
1974年11月1日に安芸郡安芸町とともに広島市に編入されて消滅した。広島市編入の際村名は継承されず、現在は広島市安芸区阿戸町になっている。

## 村名の由来
1951年まで熊野跡村は賀茂郡に属していたが、賀茂郡にはもう一つ阿戸（あと）村が存在したため、両方とも近くの村の名前をとって区別したことによる。なお、もう一つの阿戸村は賀茂郡内海跡村（うちのうみあとむら、- 1928年12月31日） → 賀茂郡安登村（1929年1月1日 - 1956年3月31日） → 豊田郡安登村（1956年4月1日 - 1958年3月31日）と改称し、1958年4月1日に豊田郡川尻・安浦両町（以上現：呉市）に分割されて消滅している。

## 沿革
- 1889年4月1日 - 市町村制施行。一切分割併合はなく、そのまま賀茂郡熊野跡村が発足した。
- 1951年3月1日 - 地理的事情から所属郡を賀茂郡から安芸郡に変更する。
- 1974年11月1日 - 安芸郡安芸町とともに広島市に編入されて消滅する。その際町名は熊野跡町とはならずに昔の村名である阿戸町になった。

## 地理
河川
- 熊野川 - 瀬野川（二級河川）支流。

山
- 小田山（標高719.1m）
- 鉾取山（標高711.5m）
- 原山（標高672.2m）

## 大字
ずっと阿戸村 → 熊野跡村と単独村政を貫いてきたため編成されていない。

## 交通（1974年10月31日当時のデータ）

### 鉄道
町内は通っていない。最寄駅は国鉄山陽本線瀬野駅である。

### 道路
国道
町内は通っていない。
主要地方道
町内は通っていない。
一般県道
- 広島県道174号瀬野呉線
- 広島県道335号津江八本松線

## 教育（1974年10月31日当時のデータ）
小学校
- 熊野跡村立熊野跡小学校 - 広島市編入を契機に広島市立阿戸小学校に改称。

中学校
- 熊野跡村立熊野跡中学校 - 広島市編入を契機に広島市立阿戸中学校に改称。